# هيلموت هيربست
هيلموت هيربست (بالألمانية: Helmut Herbst)‏ هو منتج أفلام وأستاذ جامعي وكاتب سيناريو ومخرج ألماني، ولد في 2 ديسمبر 1934 في إيشرهوف ‏ في ألمانيا.

## وصلات خارجية
- هيلموت هيربست على موقع IMDb (الإنجليزية)
- هيلموت هيربست على موقع مونزينجر (الألمانية)
- هيلموت هيربست على موقع ألو سيني (الفرنسية)
- هيلموت هيربست على موقع أول موفي (الإنجليزية)
- هيلموت هيربست على موقع قاعدة بيانات الأفلام السويدية (السويدية)
- هيلموت هيربست على موقع قاعدة بيانات الفيلم (الإنجليزية)
- هيلموت هيربست على موقع كينوبويسك (الروسية)